# KFC Hemiksem
KFC Hemiksem was een Belgische voetbalclub uit Hemiksem. De club was bij de KBVB aangesloten met stamnummer 59. De club was een van de oudere clubs van het land, maar speelde in haar bestaan nooit in de nationale reeksen. In 1961 verdween de club.

## Geschiedenis
Reeds voor de Eerste Wereldoorlog werd in Hemiksem een club opgericht met de naam Football Club Hemiksem. In 1921 sloot men zich aan bij de Belgische Voetbalbond; mogelijk was deze club een heroprichting van de vroegere club. De club ging in de regionale reeksen spelen. Bij de invoering van de stamnummers in 1926 kreeg men nummer 59 toegekend. In 1937 werd de club koninklijk en werd de naam KFC Hemiksem. Ook na de Tweede Wereldoorlog bleef KFC Hemiksem in de provinciale reeksen spelen.
Ondertussen was in Hemiksem ook AC Hemiksem opgericht. Deze iets jongere club was bij de Voetbalbond aangesloten met stamnummer 360 en had in de jaren 30 en 40 meerdere seizoenen in de nationale reeksen gespeeld. In 1961 gingen beide clubs uit de gemeente samen. Men speelde verder als K. Verbroedering Hemiksem met stamnummer 360. Stamnummer 59 verdween voorgoed.